# Anton von Le Monnier

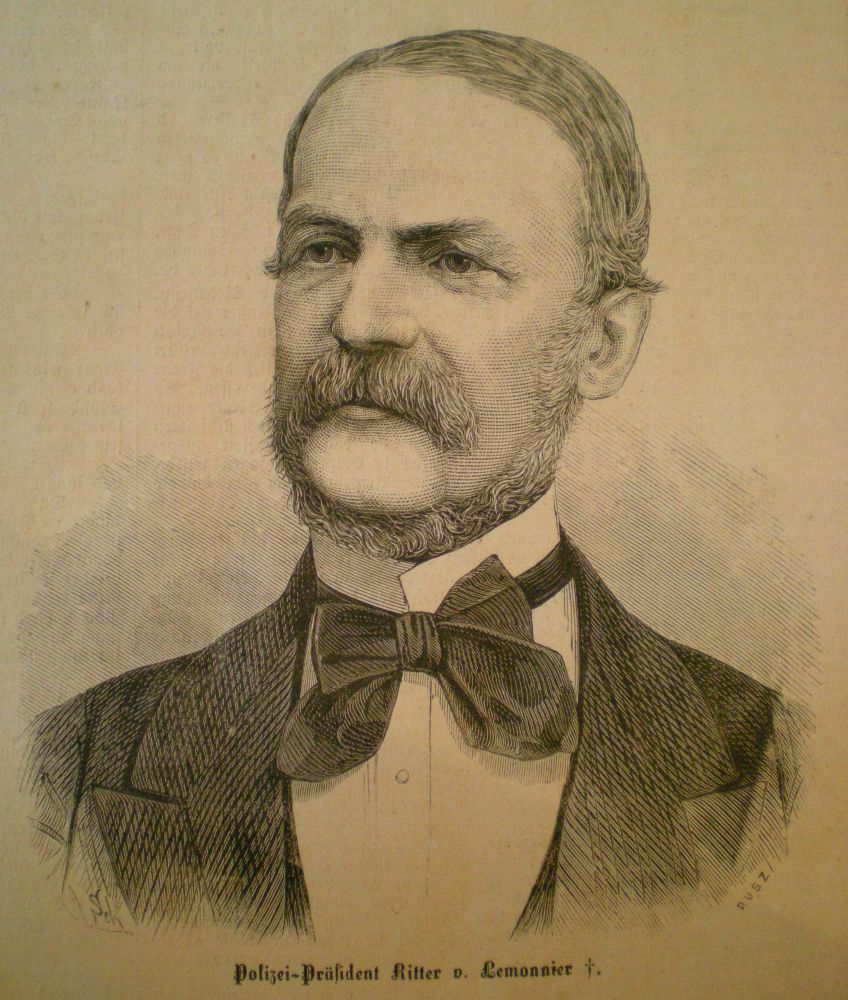
Porträt von Anton Ritter von Le Monnier

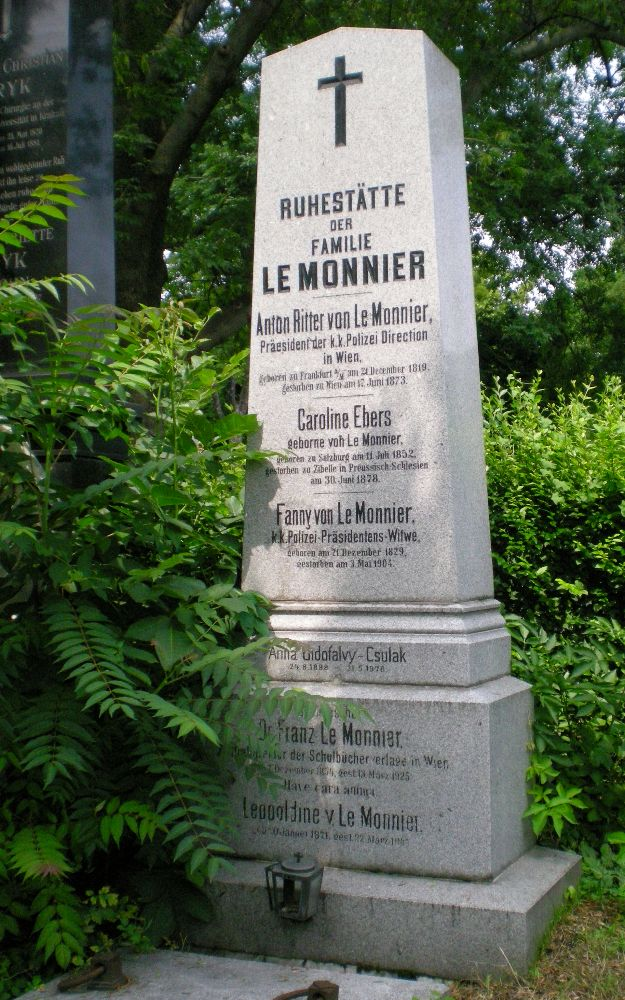
Familiengrab von Anton Ritter von Le Monnier

Anton Ritter von Le Monnier (* 21. Dezember 1819 in Frankfurt am Main; † 17. Juni 1873 in Wien) war ein österreichischer Beamter. Er war Polizeidirektor in Wien und wurde zum ersten Polizeipräsidenten der Stadt ernannt.

## Leben
Anton Le Monnier kam als Sohn des Kanzleidirektors des Frankfurter Bundestages zur Welt, mit dem er als Kind nach Wien übersiedelte. Ein Stipendium von Kaiser Ferdinand I. ermöglichte ihm den Besuch des Löwenburgischen Konvikts in der Josefstadt und des Theresianums.
Anton Le Monnier trat am 17. Mai 1843 nach Abschluss seines Studiums in den österreichischen Staatsdienst, wo er zwischen 1845 und 1848 in verschiedenen Polizeidienststellen in Wien tätig war (ab 1845 als Kanzleipraktikant in der Polizeibezirksdirektion Wieden, ab 1847 als Hof-Kanzlist in der Polizei-Hofstelle). Zwischen 1848 und 1849 war er Kanzleidirektor der Zentral-Kommission beim Armeeoberkommando in Ungarn.
1851 wechselte er als Ober-Kommissär in die Stadt Salzburg, wo er erst Leiter des neuen Kommissariats Salzburg und 1853 Polizeidirektor wurde. Am 23. Juli 1860 wurde er aus Anlass seines Wechsels nach Brünn, wo er ebenfalls Polizeidirektor wurde, zum Ehrenbürger von Salzburg ernannt. Im gleichen Jahr wurde Anton von Le Monnier zum Hofrat ernannt.
1869 wurde Anton Le Monnier in den Adelsstand erhoben.
Nach Wien kehrte Anton Ritter von Le Monnier 1869 auf Anordnung von Minister Carl Giskra zurück, der ihn als ehemaliger Bürgermeister von Brünn kannte, um hier zunächst die Position als stellvertretender Polizeidirektor und nach dem der Pensionierung von Josef Strobach Ritter von Kleisberg 1870 die Stelle des Polizeidirektors anzutreten. Im gleichen Jahr wurde er auch zum Ministerialrat ernannt. Auf Grund einer Allerhöchsten Entschließung von Kaiser Franz Joseph I. am 7. Juni 1873 wurde Anton Ritter von Le Monnier als erstem Polizeidirektor der Stadt die Genehmigung erteilt, den Titel „Präsident der Polizeidirektion Wien“ zu führen. Da diese Genehmigung allerdings erst mit 1. Juli des gleichen Jahres gültig wurde, konnte der zwischenzeitlich Verstorbene diesen Titel nicht mehr offiziell führen. Von der zeitgenössischen Presse, die über seinen Tod berichtete, wird er aber trotzdem als „Polizeipräsident“ bezeichnet. Als Todesursache wird eine Lungenentzündung genannt, welche er sich bei der Verabschiedung des russischen Zaren Alexander II. aus Wien auf dem Bahnhof Penzing zugezogen hatte.
Anton Ritter von Le Monnier wurde am Donnerstag, den 19. Juni 1873 nach einer Trauerfeier in der Peterskirche im 1. Wiener Gemeindebezirk auf dem Hundsturmer Friedhof beigesetzt. Nach dessen Schließung wurde er auf den Wiener Zentralfriedhof überführt, wo er in einem Grab mit Grabnutzungsrecht auf Friedhofsdauer erneut bestattet wurde.

## Leistungen
Zu seinen Leistungen in Wien gehören unter anderem die Einführung der heute noch bestehenden Sektionseinteilung und die Abschaffung des bisher üblichen Konfidentenwesens. Ebenfalls auf Anton Ritter von Le Monnier geht die Auflösung der Militärpolizei zurück. Aus der von ihm geleiteten Aufstellung einer Polizeiabteilung für die Wiener Weltausstellung 1873 entstand das Polizeikommissariat Prater. Eine 1873 erfolgte Neuregelung der Prostitution durch Anton Ritter von Le Monnier hat die Führung von Gesundheitsbüchern zur Folge. Weitere von Anton Ritter von Le Monnier verfügte Neuerungen waren die Einrichtung eines Polizeitelegrafennetzes und des Verbrecheralbums.
Sein Anliegen, für die Polizeidirektion Wien einen zeitgemäßen Amtssitz zu errichten, konnte er nicht mehr verwirklichen. Erst sein Amtsnachfolger erreichte nach der Ablehnung eines Neubaues wenigstens den Ankauf des Hotels Austria am Schottenring 11.

## Familie
Anton Ritter von Le Monnier und seine Ehefrau Franziska hatten vier Kinder: Antonia (verheiratet mit Ferdinand Ritter von Widmann), Karoline, Franz und Sophie.

## Ehrungen und Funktionen
- Mitglied der k.k. Weltausstellungskommission
- Vorsitzender der k.k. Gewölb-Schutzwachekommission
- 1857 August 8 - Verleihung des Ritterkreuzes des großherzoglich hessischen Verdienstordens Philipps des Großmütigen[3]
- Ritter des Ordens der Eisernen Krone 3. Klasse
- Kommandeur des königlich spanischen Ordens Isabella der Katholischen
- Ritter des königlich bayerischen Verdienstordens des Heiligen Michael

## Tomáš Garrigue Masaryk

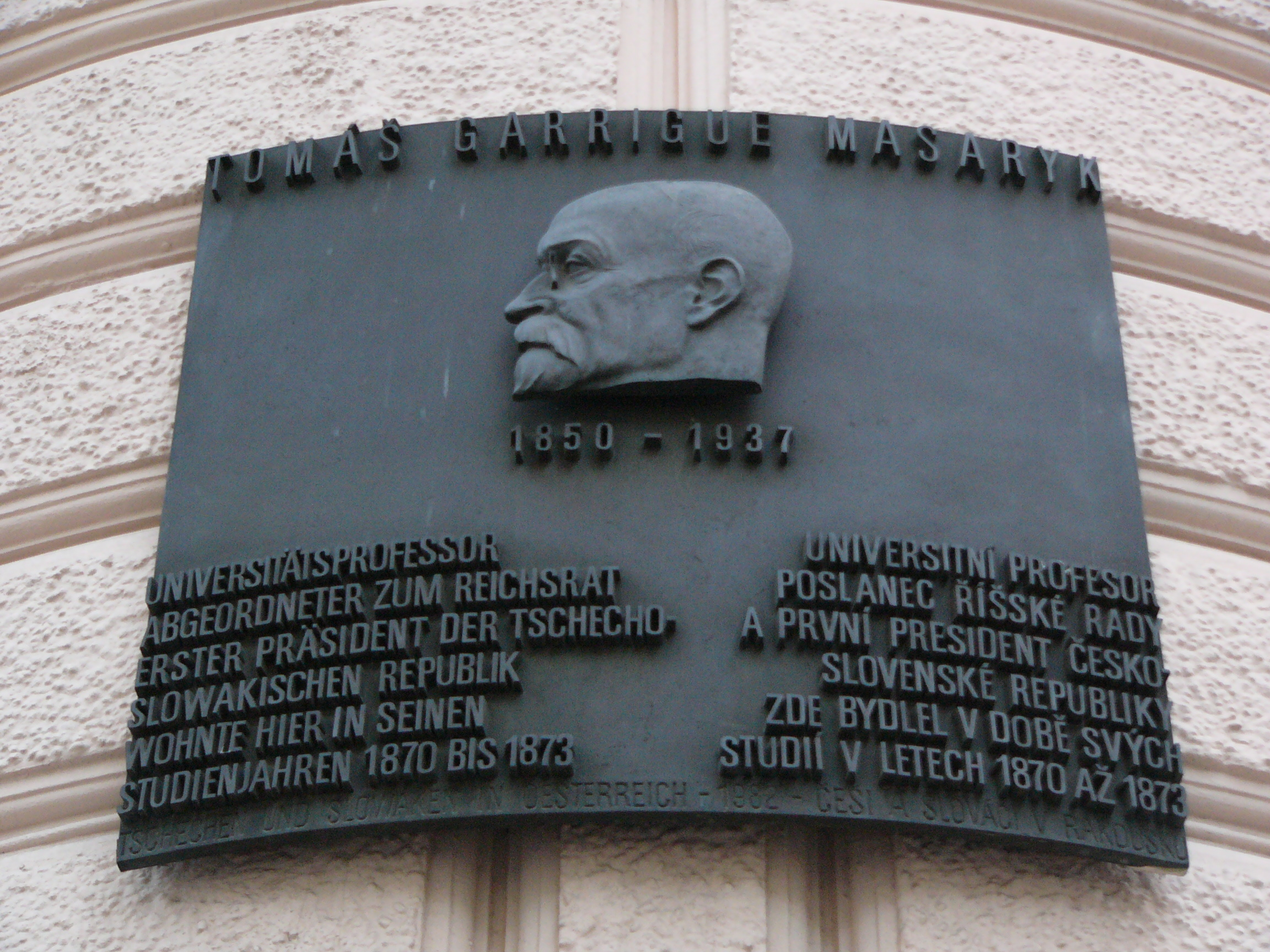
Gedenktafel für Tomáš Garrigue Masaryk

Während seiner Zeit in Brünn nahm sich Anton Le Monnier auf Empfehlung eines Lehrers Tomáš Masaryks an, der unter ärmlichen Umständen das Gymnasium besuchte. Tomáš Masaryk zog auch mit der Familie Le Monnier nach Wien, wo er gemeinsam mit dem am 7. Dezember 1854 in Salzburg geborenen Franz Le Monnier das Akademische Gymnasium absolvierte.
Zwar erinnert eine Gedenktafel an einem Haus am Petersplatz daran, dass Tomáš Garrigue Masaryk hier einige Jahre lebte, diese stellt aber keine Verbindung zum Umstand her, dass in diesem Gebäude einst auch die Wiener Polizeidirektion untergebracht war.